# Sankt-Cassian-Formation
Die Sankt-Cassian-Formation (italienisch formazione di San Cassiano) ist eine lithostratigraphische Formation der Mittleren und Oberen Trias in den Südalpen.

## Geschichte
Graf Georg zu Münster hat 1834 Kalkmergel-Lager von St. Cassian beschrieben. Der Ausdruck Schichten von St. Cassian wurde 1841 von H. L. Wissmann eingeführt. Franz von Hauer verwendete 1858 den Begriff Cassianer-Schichten. Den modernen Begriff Cassian-Formation verwendeten zum ersten Mal 1977 F. T. Fürsich und J. Wendt.

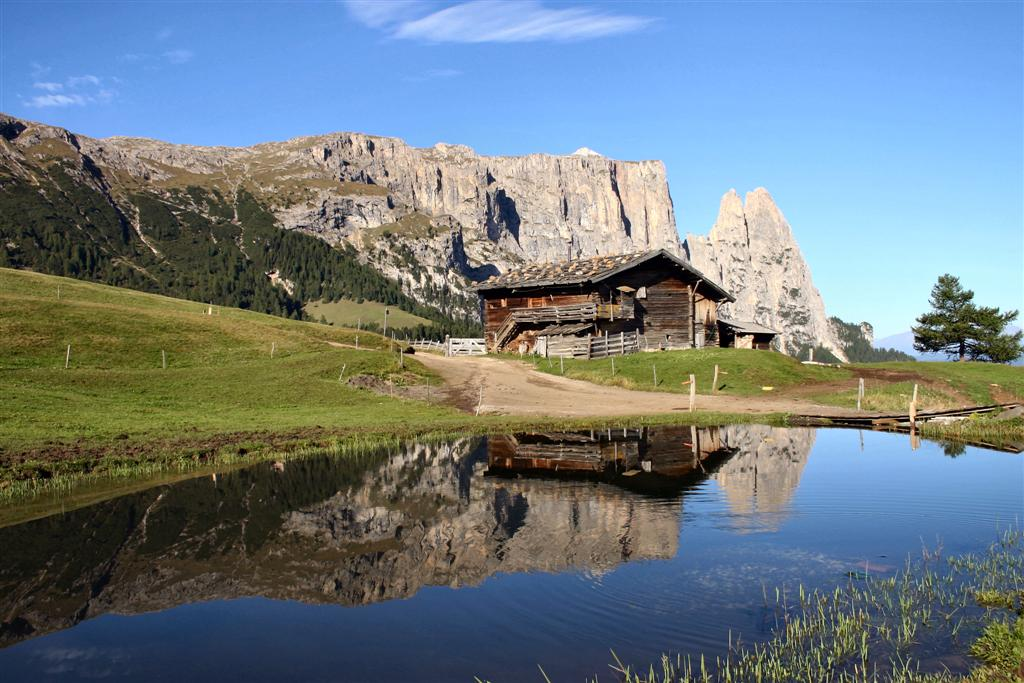
Der Schlern von der Seiser Alm. Während der Schlern eine Karbonatplattform darstellt, liegen auf der Seiser Alm Beckensedimente wie die Wengen-Formation und die Sankt Cassian-Formation

## Definition und Verbreitungsgebiet

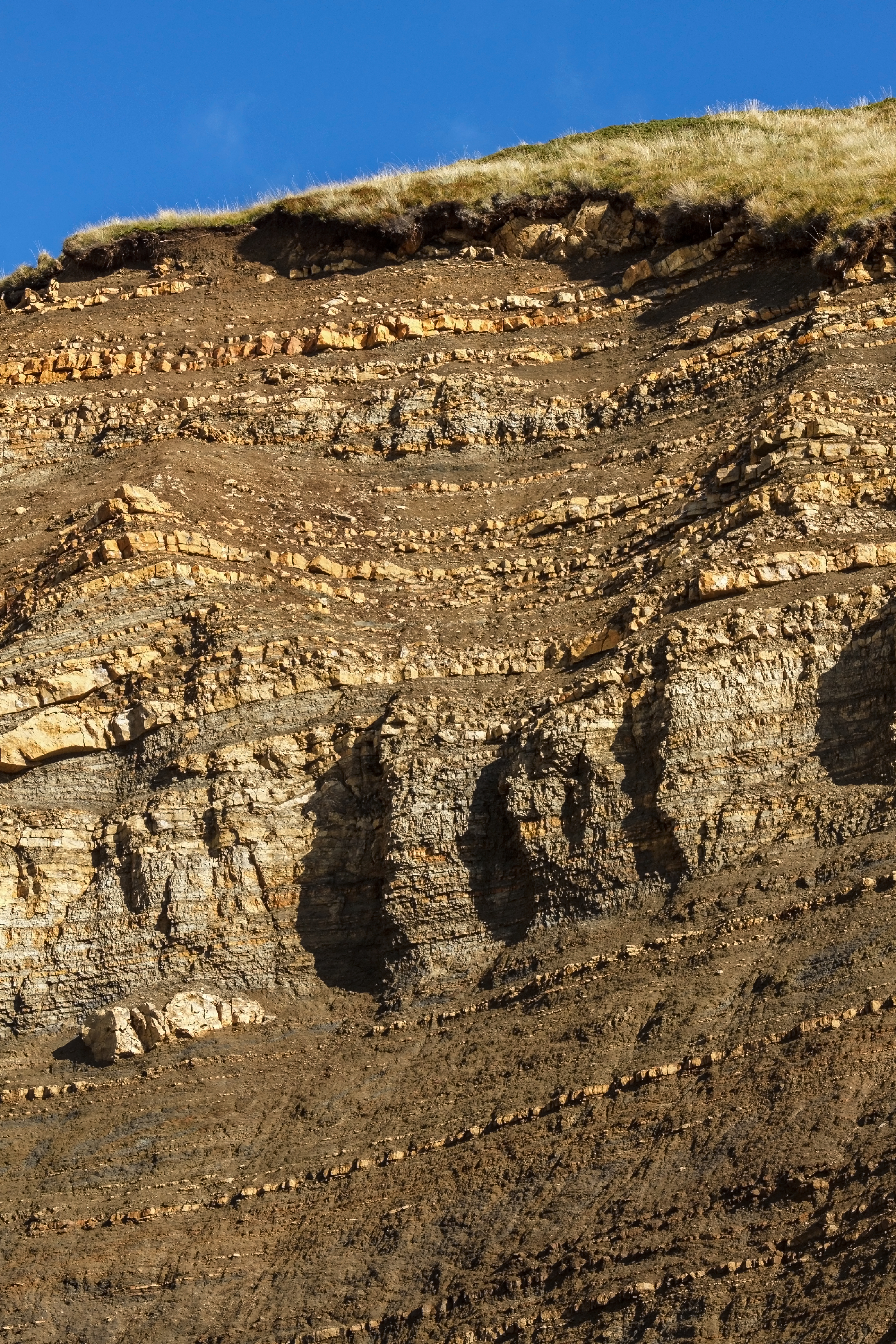
Aufschluss der Sankt-Cassian-Formation am Hotel Mariaflora am Sellajoch

Die Formation bildet das Beckenäquivalent zu den Karbonatplattformen des Cassianer Dolomits. Sie bildete sich im oberen Ladinium und unterem Karnium. An der Basis geht die Cassian-Formation aus der terrigen-vulkanoklastischen Wengen-Formation hervor. Die Grenze ist unscharf, beziehungsweise sind die Formationen miteinander verzahnt. Grund für diese Verzahnung sind etwa im Schlerngebiet wiederholte Schüttungen vulkanoklastischen Materials von einer Vulkaninsel während der Zeit der Sedimentation der Sankt Cassian-Formation, die aus Mergeln, Kalkmergeln, Kalken und Riffbrekzien gebildet wird. Seitlich verzahnt ist die Formation unter anderem mit der Rosszähne-Formation. Überlagert und seitlich verzahnt ist die Formation von beziehungsweise mit Cassianer-Dolomit, dessen Karbonatplattformen sich zunehmend in die Becken hin ausweiteten. Weiters wird die Sankt Cassian-Formation überlagert von der Heiligkreuz-Formation und der Dürrenstein-Formation. Die Sankt Cassian-Formation wird maximal 400 bis 500 Meter mächtig. Benannt ist die Formation nach dem Ort Sankt Kassian im Gadertal. Die Typlokalität befindet sich bei den Stuores-Wiesen bei Badia.
Das Verbreitungsgebiet der Formation erstreckt sich von den westlichen Dolomiten bis zu den Karnischen Alpen und im Süden bis zum Valsugana.

## Beschreibung
Die Formation besteht aus einer Wechselfolge von Mergeln, Kalkmergeln und Kalkbänken sowie aus arenitischen Kalken und Brekzien. Die Farbe der Gesteine reicht von grau über ocker bis braun. In der Nähe der Karbonatplattformen finden sich Cipit-Blöcke, das sind Blöcke, die von den Plattformen in das Becken hineingeglitten sind.

## Fossilführung
In den Gesteinen der Formation ist eine pelagische Fauna mit Seeigelstacheln und Crinoidenstielen zu finden. Bekannt ist die Ammoniten- und Conodontenfauna dieser Formation. Die Ammoniten gehören unter anderen den Gattungen Frankites, Trachyceras, Clionitites, Lobites und Daxatina an.